# Silvio Mignano
Silvio Mignano (Fondi, 23 ottobre 1965) è uno scrittore e diplomatico italiano.
Scrittore, poeta ed illustratore, è anche un diplomatico di carriera. È autore di numerosi libri, molti dei quali sono stati tradotti in spagnolo.

## Biografia
Entrato nel servizio diplomatico italiano nel 1991, ha lavorato a Roma, L'Avana, Nairobi, Basilea e, come Ambasciatore, a La Paz in Bolivia, a Caracas in Venezuela e a Berna in Svizzera.
I continui trasferimenti che sono stati una costante nella sua vita hanno influenzato più di tutto l’opera di Mignano, che ruota attorno al tema dell’identità, della sua assenza o di un concetto di identità plurimo, composito e mutevole. Anche il rimpianto per i luoghi e le persone perdute e la ricerca di un passato che possa essere in qualche modo recuperato sono elementi portanti tanto della sua poetica quanto della sua narrativa. Ne Il danzatore inetto, ad esempio, la ricerca di una figura femminile perduta rappresenta metaforicamente l’anelo verso la riconquista di ciò che è rimasto intrappolato nel tempo trascorso. La sua opera di traduttore e di curatore e il passaggio dall’una all’altra lingua sono a loro volta una cartina di tornasole del continuo spostamento dello scrittore tra le diverse dimensioni dell’esistenza, nell’inquieta e forse vana ricerca di un centro stabile. 
Le esperienze vissute in America Latina hanno influenzato la sua attività letteraria, anche grazie alla frequentazione degli ambienti artistici ed intellettuali della regione. Ha tradotto in italiano l'opera di poeti e romanzieri, come il cubano Ronaldo Menéndez e i venezuelani Rafael Cadenas e Igor Barreto, o le stesse memorie di Juanita Castro sui fratelli Fidel Castro e Raúl Castro, e ha curato edizioni in spagnolo di autori italiani come Matilde Serao e Tommaso Landolfi. Tuttavia, anche l'esperienza svizzera è stata importante per Mignano, che tuttora collabora con Margini, la rivista in italiano dell'università della città renana. A Basilea è dedicato uno dei suoi romanzi, Pilar degli Invisibili (Robin Edizioni, 2015). 
Mignano è tra gli autori contemporanei che confermano la tradizione letteraria della diplomazia italiana. Collabora a varie riviste, come la già menzionata Margini, o ancora L'Immaginazione e Insula europea.
In Africa è invece ambientato Le porte dell'inferno, romanzo pubblicato nel 2001 dall'editore Fazi, con cui aveva esordito nel 1999 con Una lezione sull'amore.
È autore, con lo pseudonimo di Mario Cabrera Lima e insieme a Claudio Del Punta, della sceneggiatura del film Haiti Chérie (2007), vincitore del Premio giuria giovani a Locarno nel 2007 e del Premio proprio per la sceneggiatura al Festival di Mons nel 2008.
Ha presieduto la giuria del premio letterario Ceresio in Giallo nell'edizione 2022-2023. 
Ha fondato la collana di poesia Le anfesibene, presso l’editore romano Kappabit, inaugurandola con Il muro di Mandel’stam di Igor Barreto.
Nel 2023 l'opera teatrale di Chiara Cingolani ASTRĀ NOSTRĀ, basata sulla poesia di Mignano I Venerdì Santi, è stata inserita tra i finalisti della Biennale di Venezia College Teatro Under 35.

## Pubblicazioni
L'opera di Mignano varia dal romanzo poliziesco destrutturato, con ambientazioni che spaziano dalla Roma di Villa Borghese ai parchi naturali africani, alla poesia, dai racconti alle favole. È anche critico letterario e di arte.
- Una lezione sull'amore. Fazi, Roma, 1999. Romanzo.
- Le porte dell'inferno, Fazi, Roma, 2001. Romanzo.
- Taccuino nero per il viaggio, Caramanica, Minturno, 2003. Poesia.
- Il regalo del rinoceronte, Manni, Lecce, 2004. Fiabe.
- No tenemos un guionista de repuesto / Non abbiamo uno sceneggiatore di scorta, Gente Común, La Paz, 2009. Poesia. Testo bilingue in italiano e spagnolo.
- La nostra ribelle buona educazione. Manni, Lecce,2011, Poesia.
- La favola del mercante Docibile e della principessa siriana, Robin Edizioni, Roma/Torino, 2015. Romanzo.
- Pilar degli Invisibili, Robin Edizioni, Roma/Torino, 2015. Romanzo.
- El Bolígrafo Boliviano, Robin Edizioni, Roma/Torino, 2015. Racconti.
- I Venerdì Santi, Passigli, Firenze, 2017. Poesia.
- Il danzatore inetto, DeriveApprodi, Roma, 2018. Romanzo.
- Los Viernes Santos, Alliteration, Miami, 2020. Poesia.
- Non c'è modo - Nu-i-chip, Eikon, Bucarest, 2020, Poesia
- Nel deserto dell'ora, Passigli, Firenze, 2022, Poesia[11]
- Good Fridays, Translated by Rowena Hill, Alliteration, Miami, 2022, Poesia.
- Euclide in montagna, libro d'artista illustrato da Enrico Pulsoni, collana Graphiae, Il Bulino, Roma, 2023. [12]

Sceneggiature
- Haiti Chèrie, film di Claudio Del Punta (2007), con lo pseudonimo di Mario Cabrera Lima e insieme a Claudio Del Punta.

Trasposizioni musicali
- Gastón Arce Sejas, I Rothko di Silvio Mignano, per voci e orchestra, 2010 [13]

Premi
- 2007, Premio della giuria giovani per Haiti Chèrie nel Festival di Locarno.
- 2008, Premio alla miglior sceneggiatura per Haiti Chèrie nel Festival di Mons.
- 2012, Premio "Sertoli Salis Grytzko Mascioni” destinato alla miglior opera di poesia edita nel biennio 2010/2011, per La nostra ribelle buona educazione[14].
- 2018, "Pregonero" nella Fiera del Libro dell'Ovest di Caracas[15].
- 2022, Finalista del Premio Camaiore con Nel deserto dell'ora[16].